# Tacuarembó (departement)
Tacuarembó er et af de 19 departementer i Uruguay. Departementet har et areal på 15.438 kvadratkilometer, og et indbyggertal (pr. 2004) på 90.489.
Tacuarembó-departementets hovedstad er byen Tacuarembó.
32°S 56°V / 32°S 56°V